# Maria van Boxtel
Maria van Boxtel was vrouwe van Boxtel, Grevenbroek en Gansoijen nadat haar broer, Willem IV van Boxtel, in 1356 was overleden. Zij was de dochter van Willem III van Boxtel en Cunegonde van Dalen en Diepenheim.
Zij trouwde in 1343 met Dirk van Herlaer, en toen deze in 1350 op gewelddadige wijze was overleden hertrouwde ze met Dirk van Merheim. Deze was afkomstig van Merheim bij Keulen. Aldus kwamen de heerlijkheden, waaronder Boxtel, in bezit van het geslacht Merheim.
Van het echtpaar is één zoon bekend: Willem van Merheim, die Maria en Dirk zou opvolgen als heer van Boxtel.
Het is echter niet bekend in welk jaar dat geschiedde.
Uit 1357 stamt een document waarin de inwoners van de Grevenbroekse dorpen Achel, Hamont en Sint-Huibrechts-Lille in hun oude rechten worden bevestigd. In 1360 werd Grevenbroek verkocht aan Jan van Hamal, die een neef was van de Luikse Prins-bisschop Engelbert III van der Mark.
Ook in 1358 en 1359 werden bezittingen en rechten in Boxtel en Gansoijen verkocht, en in 1361 werd de heerlijkheid Gansoijen verkocht aan Maria van Brabant.
Toen Dirk overleed was zoon Willem nog minderjarig, zodat Maria nog enige tijd als vrouwe van Boxtel zou fungeren, waarna definitief een einde aan het huis Boxtel in de mannelijke lijn zou komen.